# Ring 1 (Hamburg)
Der Ring 1 oder auch Wallring ist eine ringförmige Straßenverbindung in Hamburg, die an der Innenseite der Hamburger Wallanlagen verläuft und den ursprünglichen Kern der Stadt umschließt. Die einzelnen Straßen wurden nach der Schleifung der alten Stadtbefestigung in der ersten Hälfte des 19. Jahrhunderts zunächst als Reit- und Flanierwege angelegt und später schrittweise für den zunehmenden Straßenverkehr ausgebaut. Nach dem Zweiten Weltkrieg war unter dem damaligen Oberbaudirektor Werner Hebebrand ein kreuzungsfreier Ausbau mit Hochstraßen und Tunnels geplant; bis auf den 1963–1966 entstandenen Wallringtunnel wurde dieser Plan jedoch nicht realisiert.
Die zusätzliche Beschilderung als Ring 1 besteht seit 1970 und verweist auf die Existenz zweier weiterer annähernd ringförmiger Entlastungsstraßen (Ring 2 und Ring 3), die die Hamburger Innenstadt weiter außerhalb in konzentrischen Halbkreisen umfahren.

## Verlauf (von West nach Ost)

### Holstenwall
Der Ring 1 beginnt im Westen an der Kreuzung Millerntordamm/Ludwig-Erhard-Straße ⊙ auf Höhe des Bismarck-Denkmals, wo er von der B4 abzweigt. Hier verläuft der Ring auf dem Holstenwall ⊙, westlich begrenzt durch die Großen Wallanlagen bzw. dem Park Planten un Blomen und das Museum für Hamburgische Geschichte. Östlich passiert er unter anderem die Handwerkskammer Hamburg.

### Johannes-Brahms-Platz
Er mündet in den Johannes-Brahms-Platz (früher Holstenplatz, dann Karl-Muck-Platz) ⊙ mit der Laeiszhalle und dem Brahms Kontor, das von den 1950er Jahren bis 1962 als Polizeipräsidium diente.

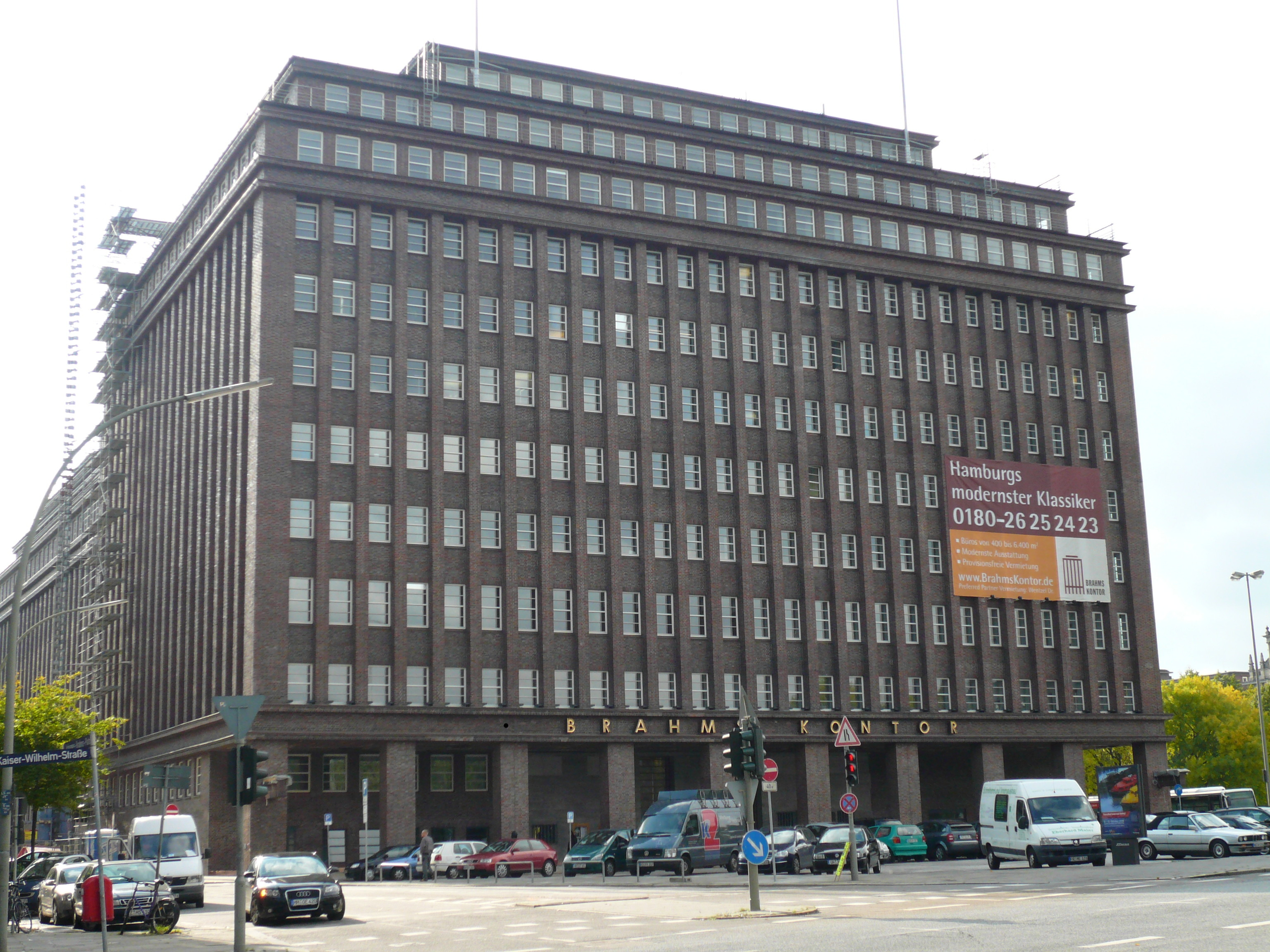
Brahms Kontor
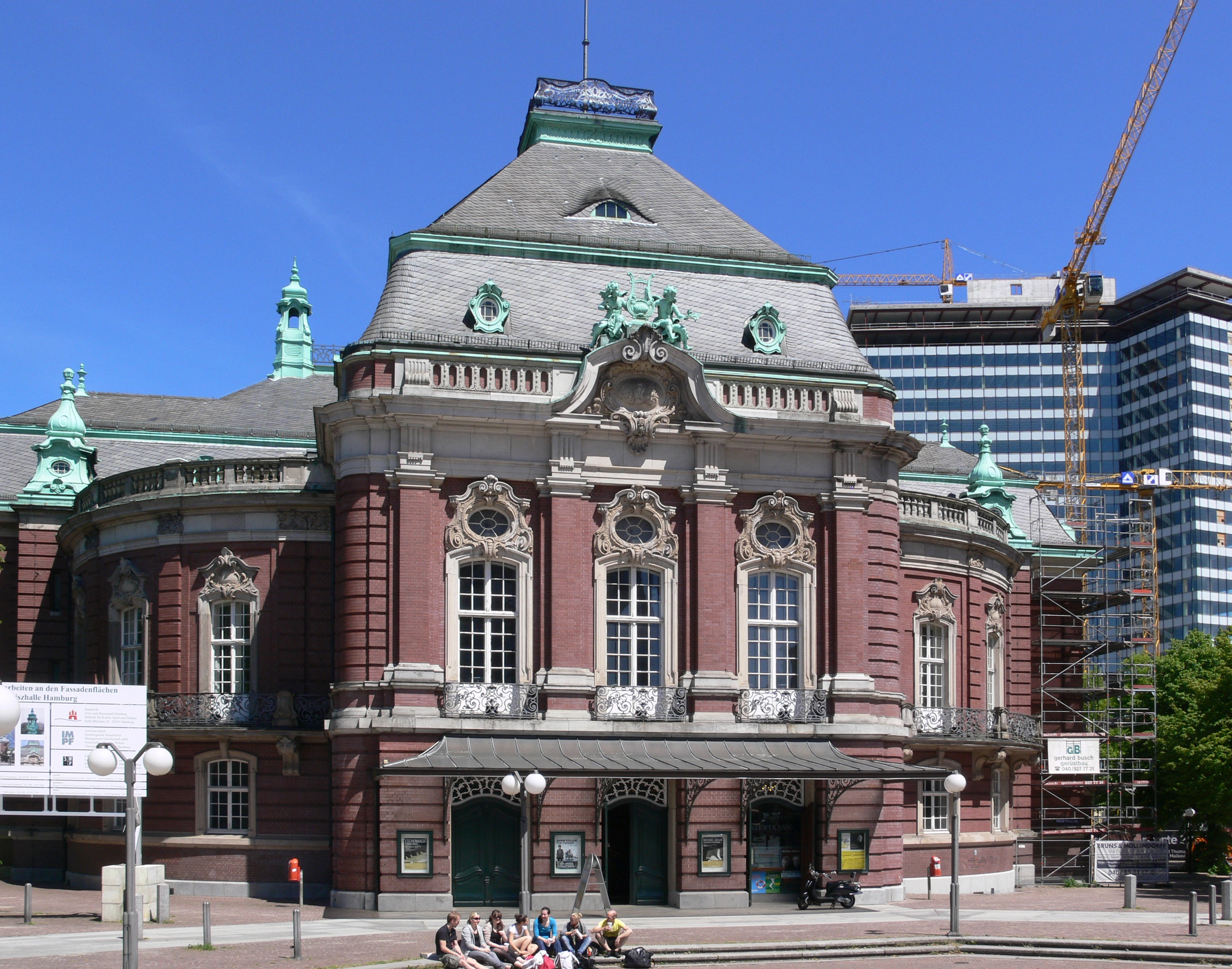
Laeiszhalle

### Gorch-Fock-Wall
Von hier verläuft er auf dem Gorch-Fock-Wall (früher Ringstraße, dann Friedrich-Ebert-Straße) ⊙, nordwestlich flankiert von den Kleinen Wallanlagen sowie dem Alten Botanischen Garten.

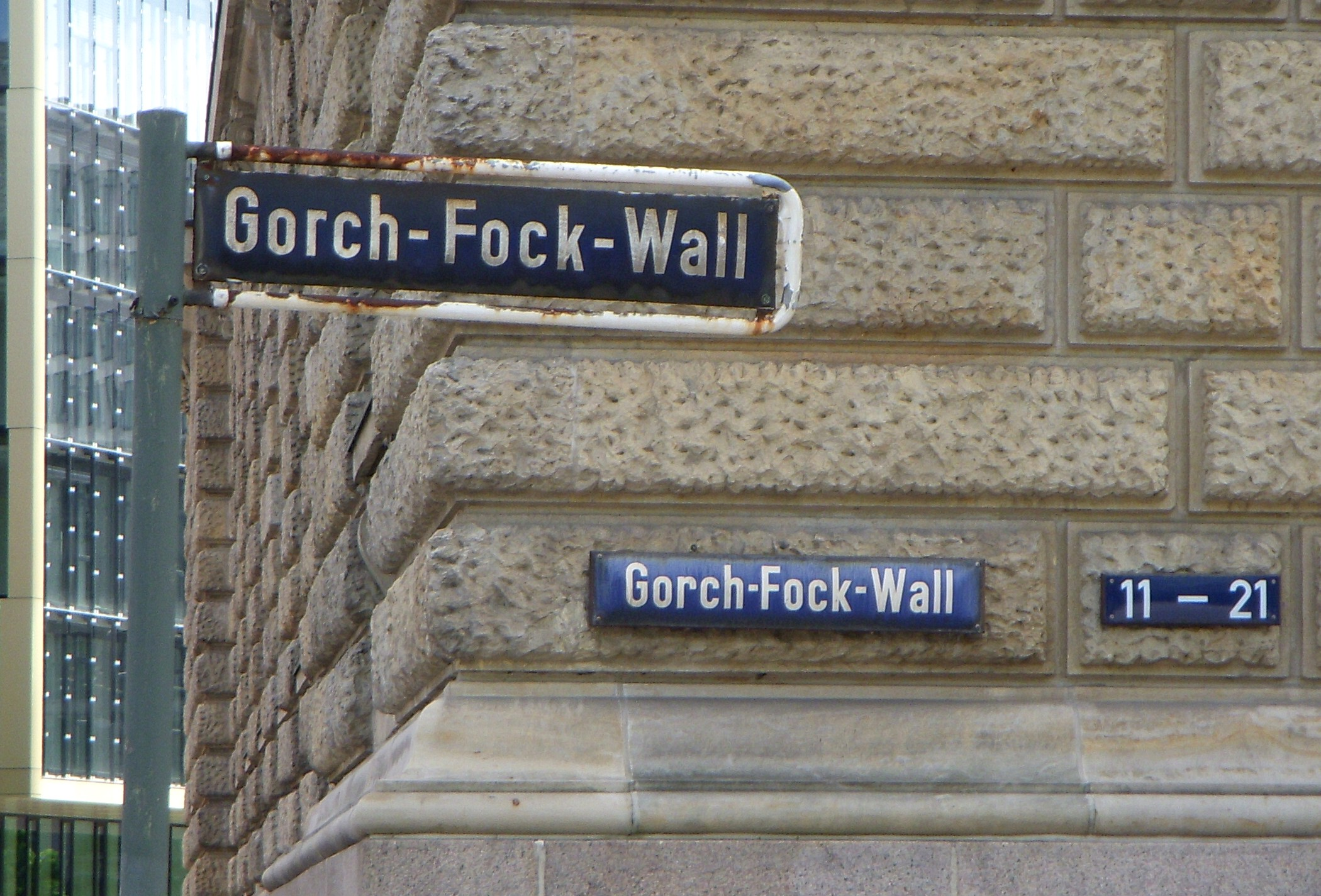
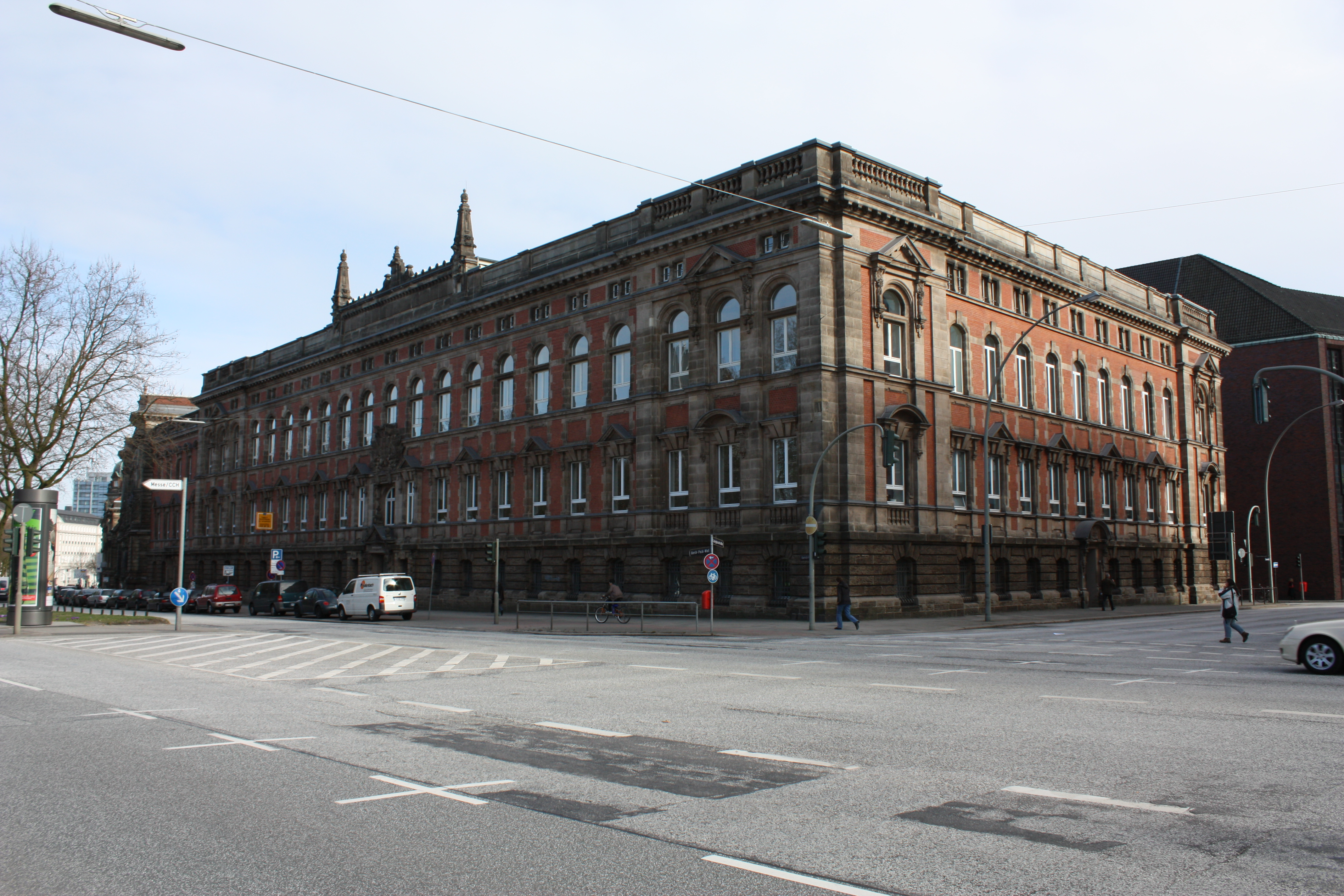
Hygienisches Institut am Gorch-Fock-Wall
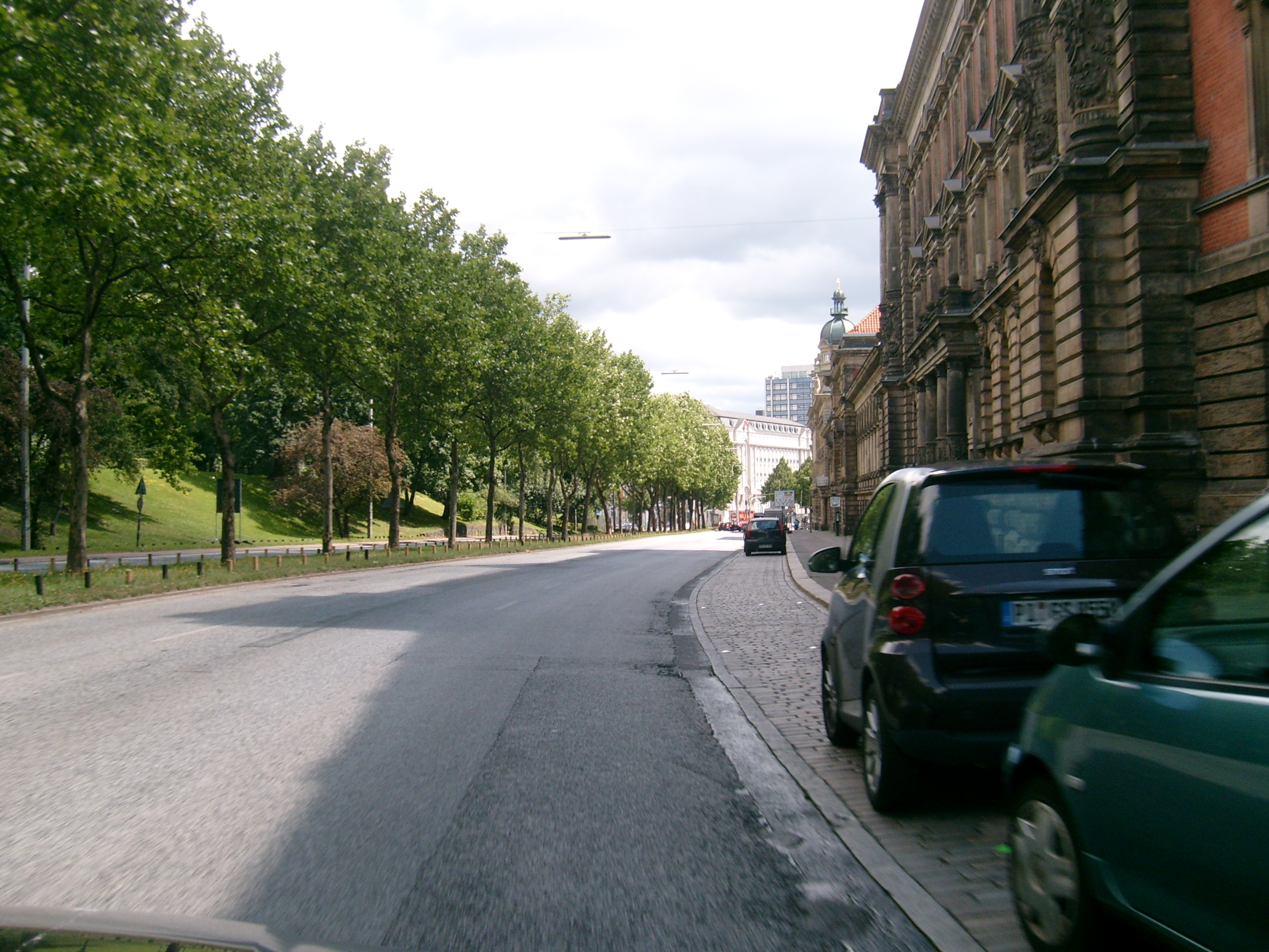

### Stephansplatz
Am Stephansplatz ⊙ endet der Gorch-Fock-Wall und östlich führt die Straße Esplanade weiter zur Lombardsbrücke. Vom rund 300 Meter nördlich liegenden Theodor-Heuss-Platz mit dem Fernbahnhof Hamburg-Dammtor verläuft der Dammtordamm zum Stephansplatz und geht von dort als Dammtorstraße weiter in Richtung Gänsemarkt.
An der südwestlichen Ecke der Straßenkreuzung, unter der sich der gleichnamige U-Bahnhof der Linie U1 befindet, steht der Gebäudekomplex der Alten Oberpostdirektion. Die Colonnaden, eine nicht weit entfernt an der Esplanade beginnende Fußgängerzone, führen zum Neuen Jungfernstieg am Westufer der Binnenalster.

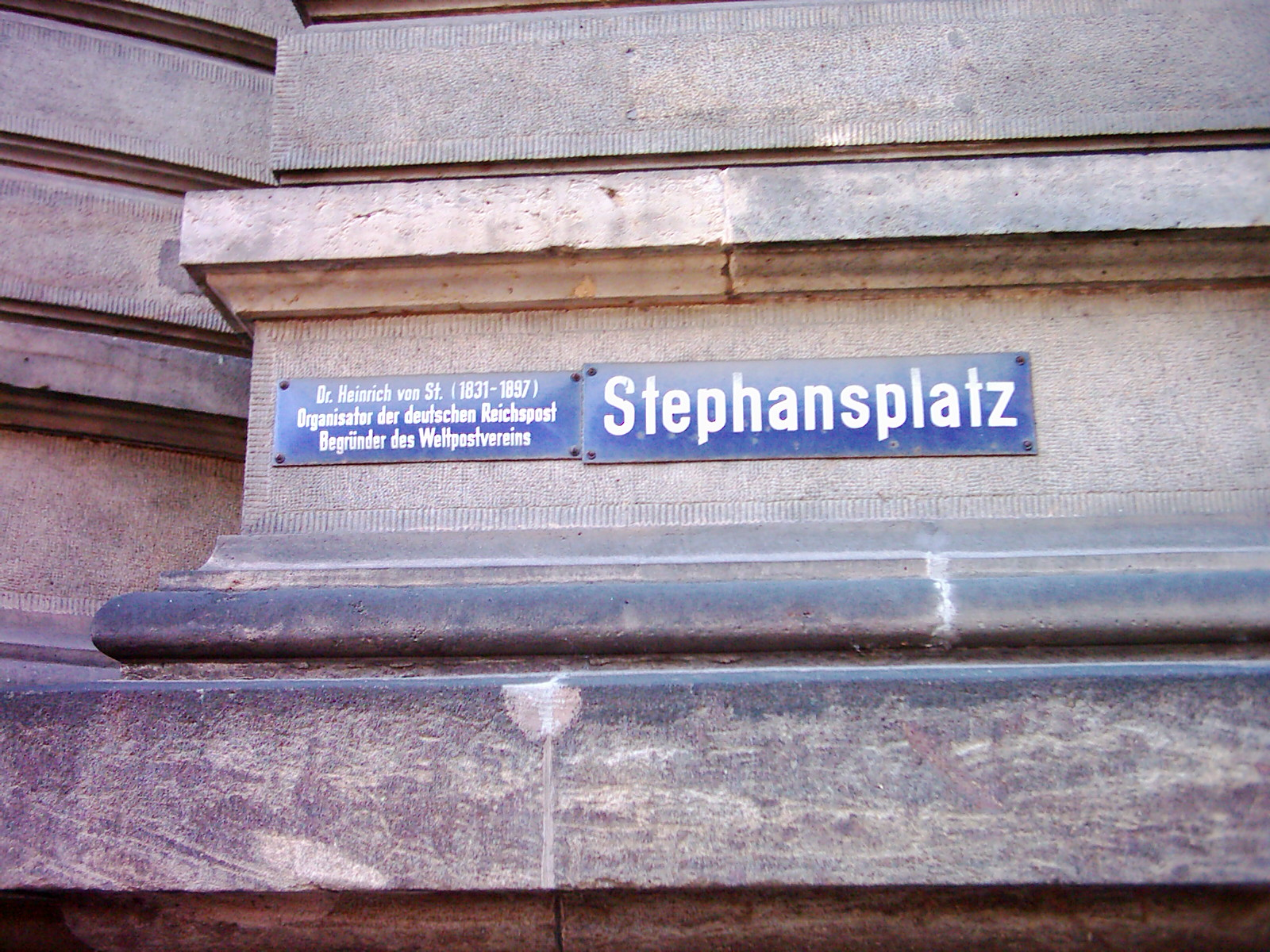
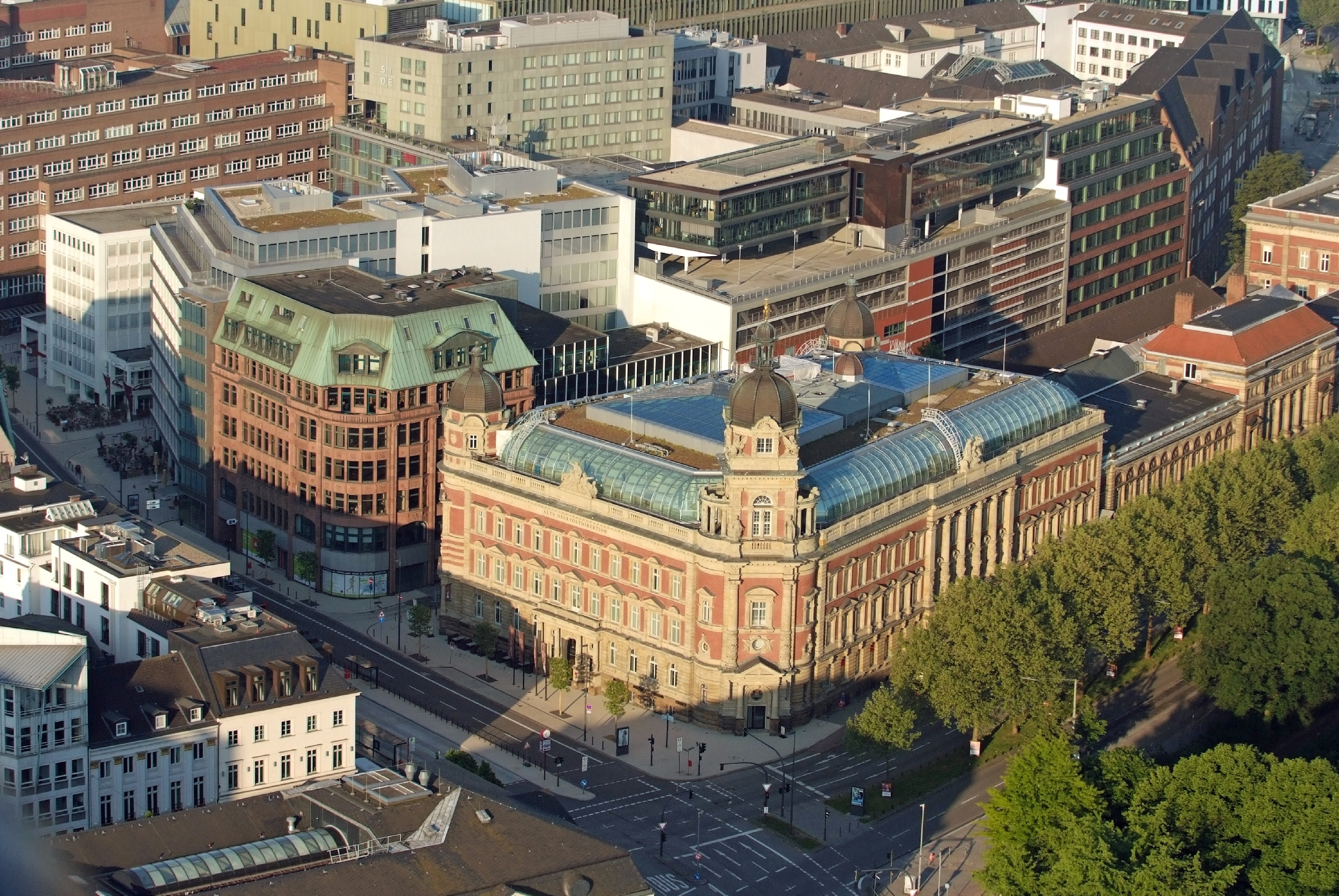
Alte Oberpostdirektion

### Esplanade
Im weiteren Verlauf verläuft der Ring über die Esplanade ⊙ mit dem ehemaligen Casino Esplanade der Spielbank Hamburg in einem früheren Hotel. Daran schließen sich das Burmah-Oil Hochhaus und das markante Finnlandhaus an. Rechtsseitig der Esplanade sind Büro- und Kontorhäuser, Hotels und Reste der ursprünglich klassizistischen Wohnbebauung vorhanden. An der Ecke zum Neuen Jungfernstieg steht das ehemalige Esso-Haus, in dem später das Hamburgische Weltwirtschaftsarchiv seinen Sitz fand. Die Straße selbst verfügt in der Mitte über eine separate, als Allee angelegte Abbiegespur Richtung Norden.

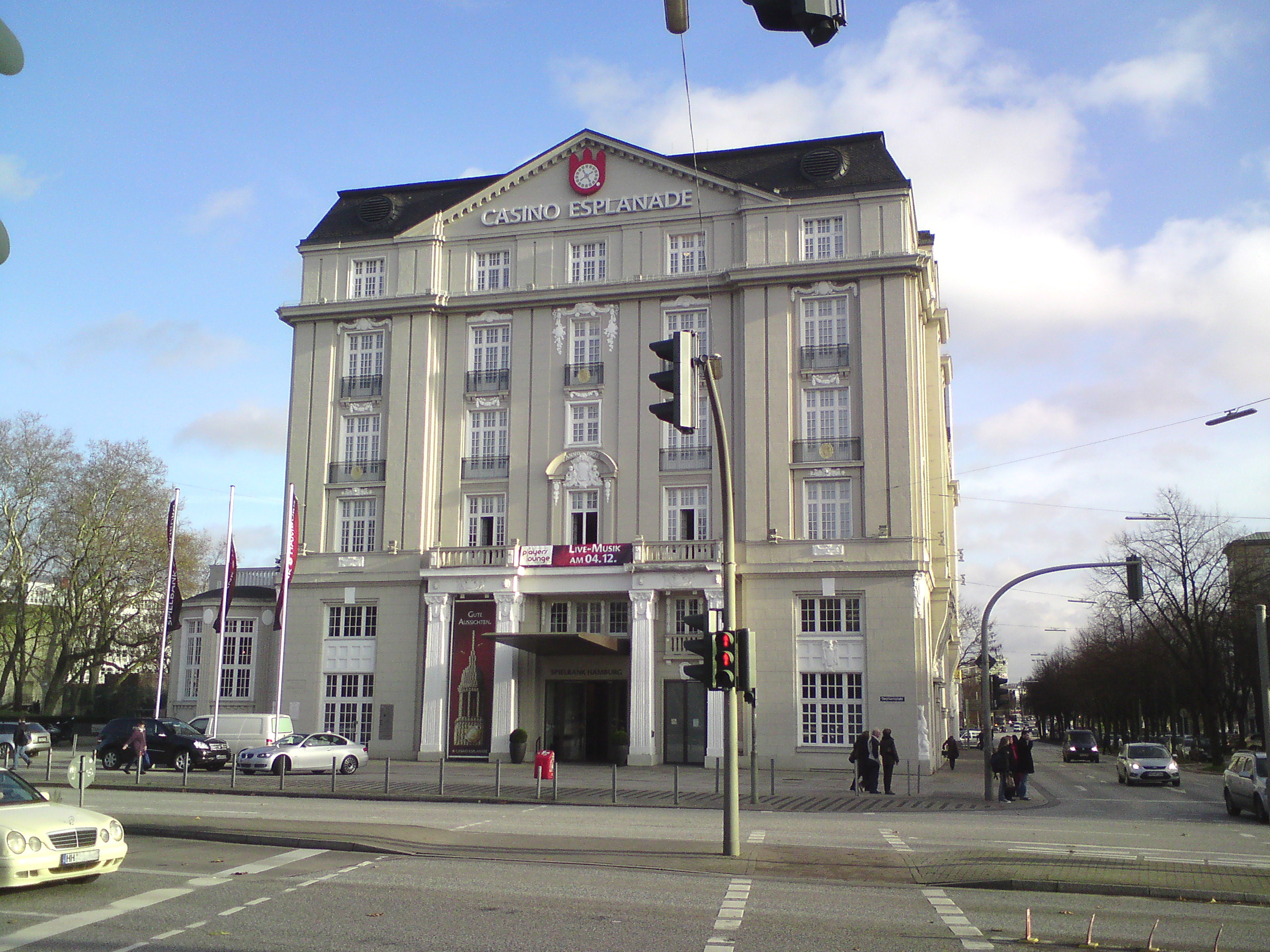
Casino Esplanade
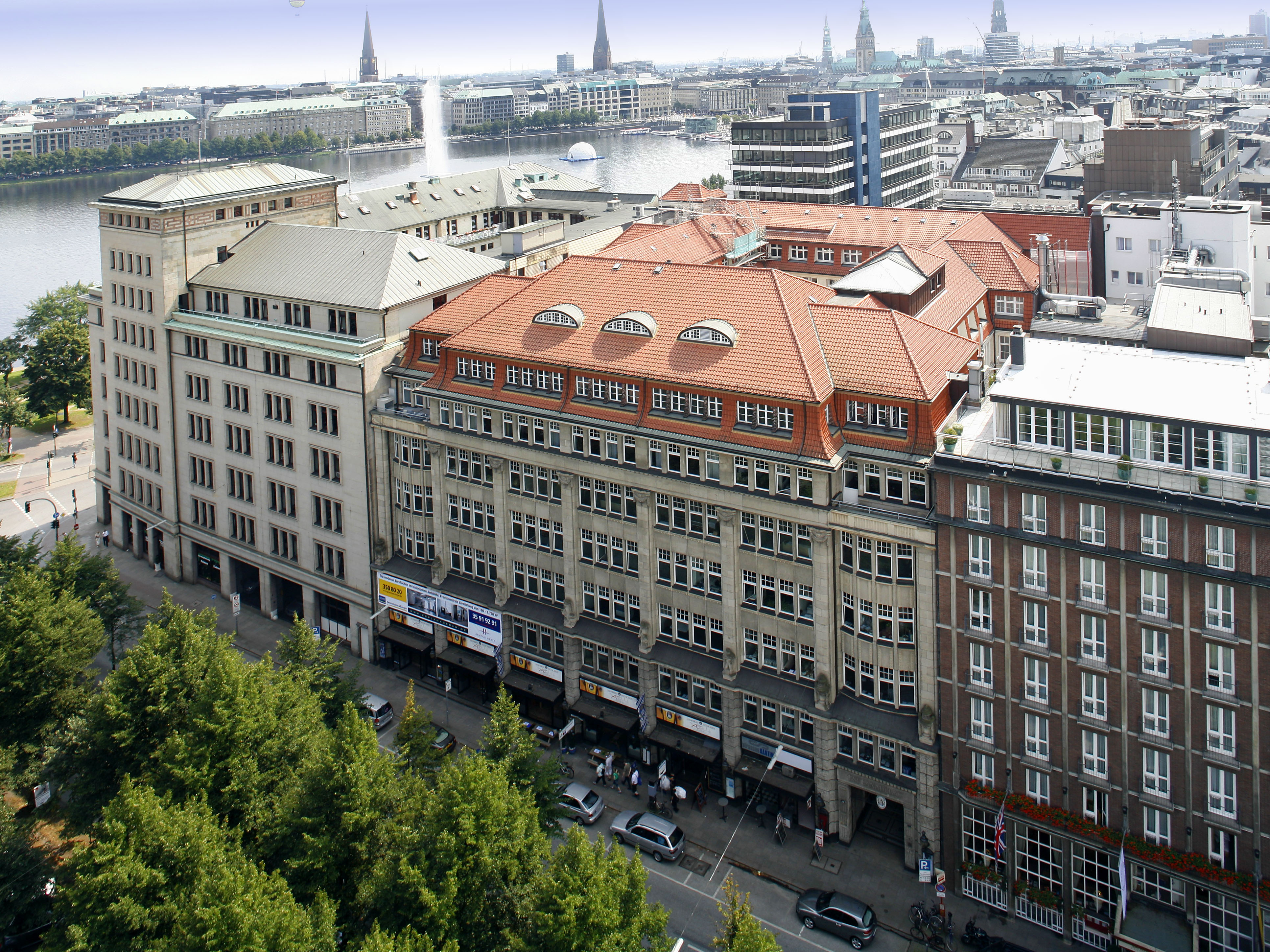

### Lombardsbrücke
Als Verlängerung der Esplanade verläuft der Ring auf der Lombardsbrücke ⊙, die nur wenige Meter nebeneinander parallel mit der Eisenbahnbrücke der Verbindungsbahn sowie der Kennedybrücke (früher Neue Lombardsbrücke) über die Verbindung der südlich begrenzenden Binnenalster sowie der nördlich begrenzenden Außenalster führt. Dabei kreuzt er den 10. Meridian Ost.

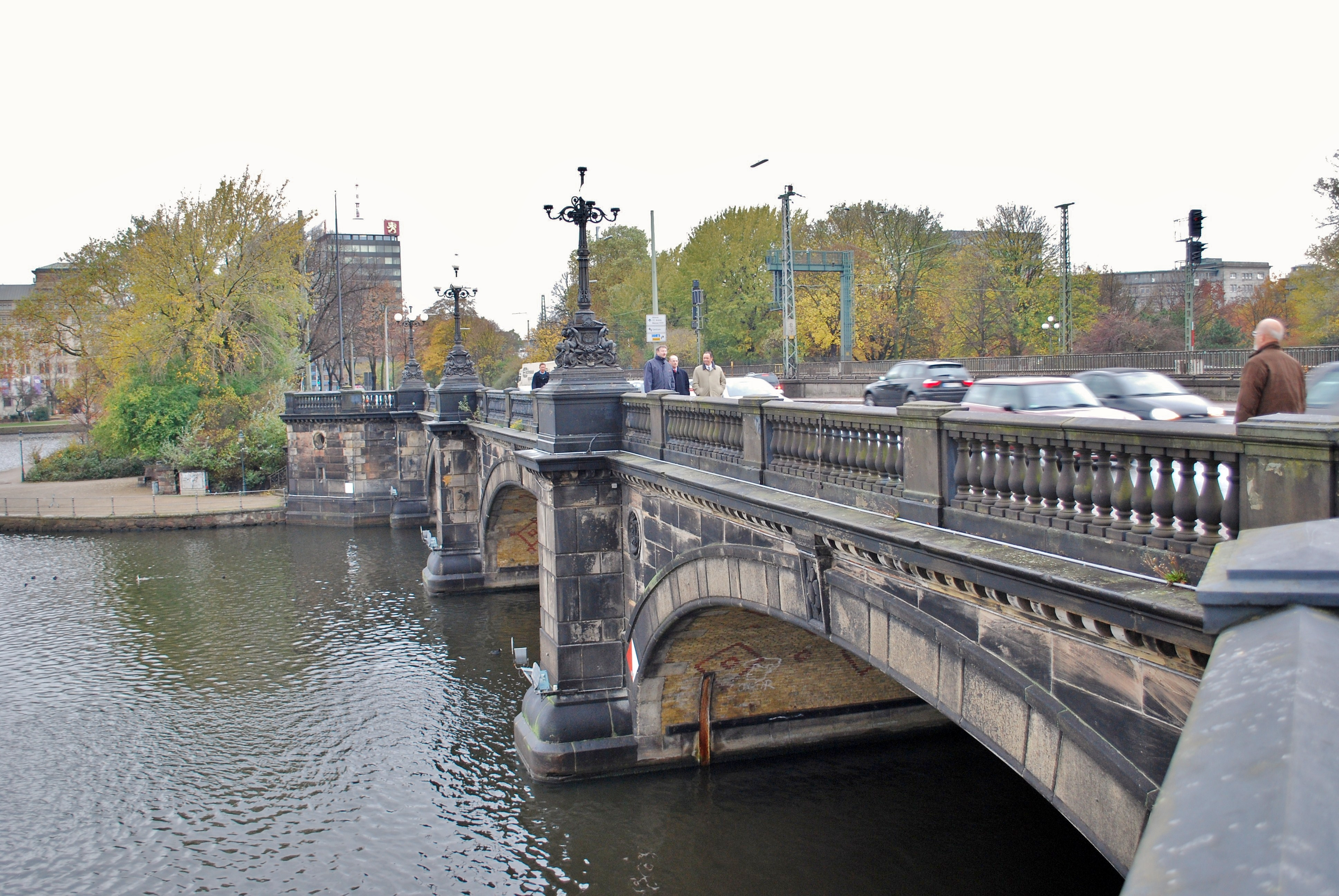
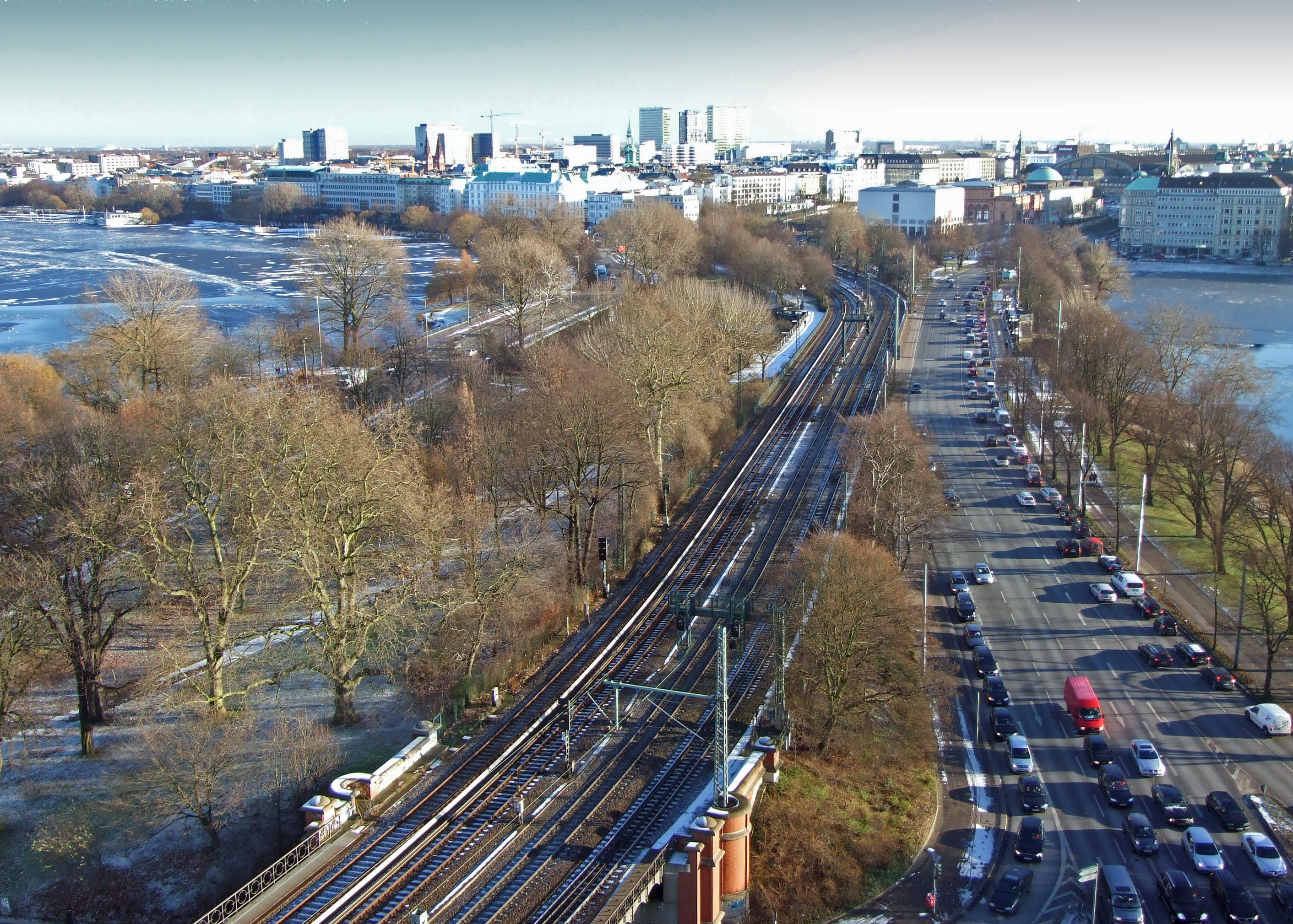
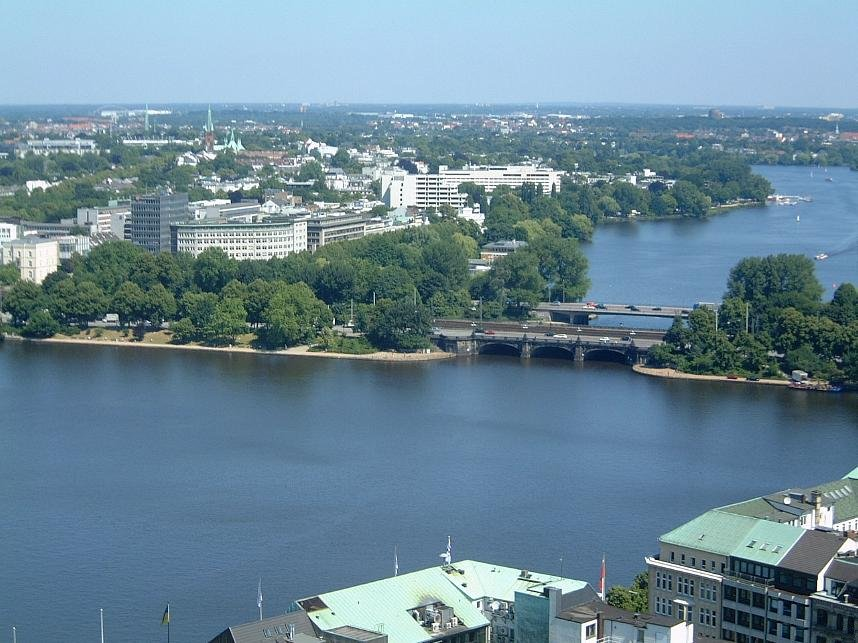

### Wallringtunnel
Hinter der Brücke folgt der Wallringtunnel oder alternativ die Straßen Glockengießerwall ⊙, Steintorwall ⊙ und Klosterwall ⊙, die exakt über den Tunnel verlaufen, aber die Möglichkeit zum Abbiegen in Seitenstraßen ermöglichen. Östlich werden diese von der Hamburger Kunsthalle sowie dem Hamburg Hauptbahnhof begrenzt. Westlich der Straßen liegt die Innenstadt mit den Einkaufsstraßen Spitalerstraße und Mönckebergstraße. Im weiteren Verlauf wird die Straße heute durch einen großen Elektronikmarkt (zuvor Horten-Kaufhaus) gesäumt. An dieser Stelle standen zuvor das im Zweiten Weltkrieg zerstörte Naturhistorische Museum und die um 1963 abgerissene Badeanstalt Schweinemarkt. Den südlichen Abschluss bildete der 2019/20 abgerissene Komplex des City-Hofs.

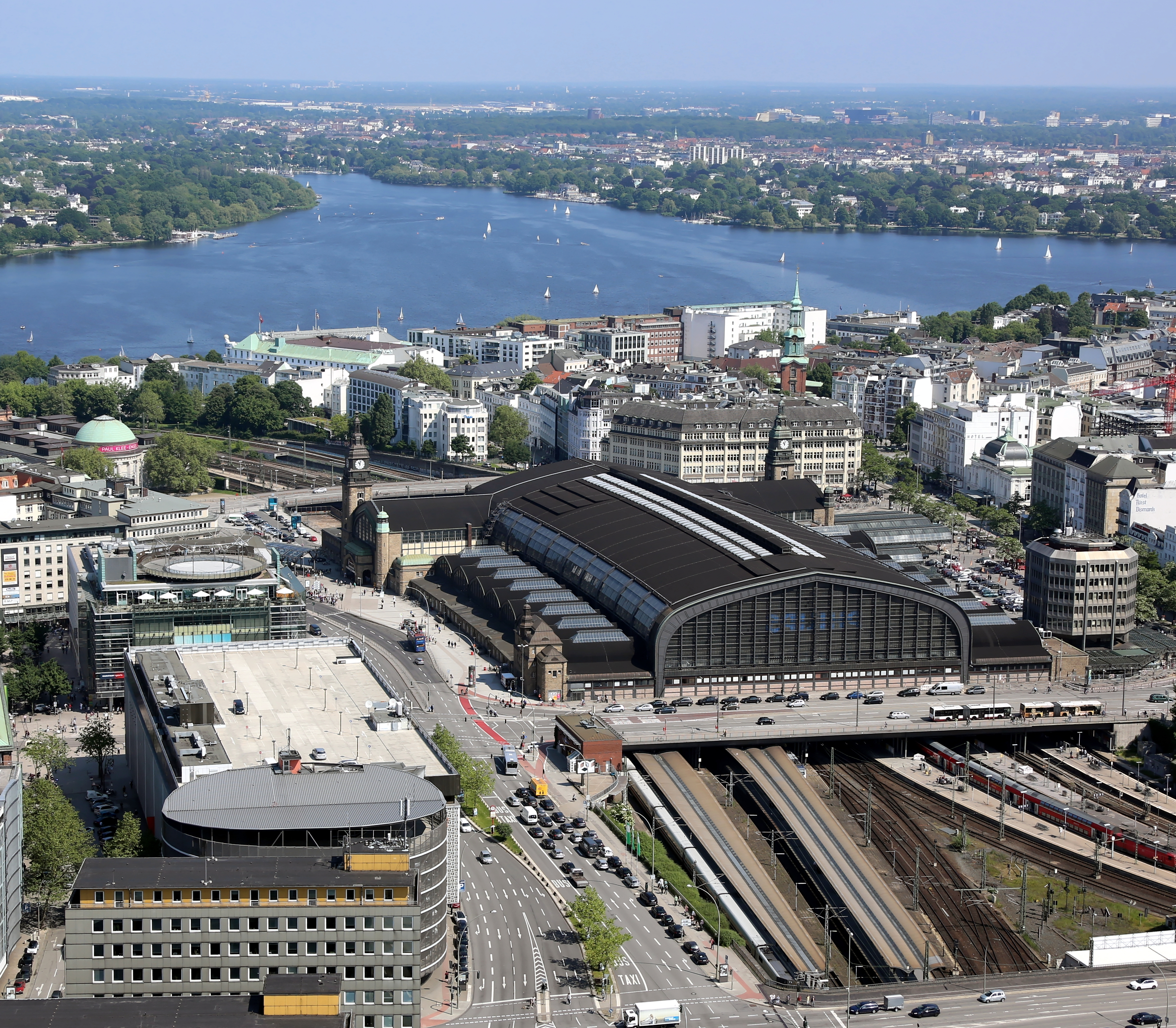
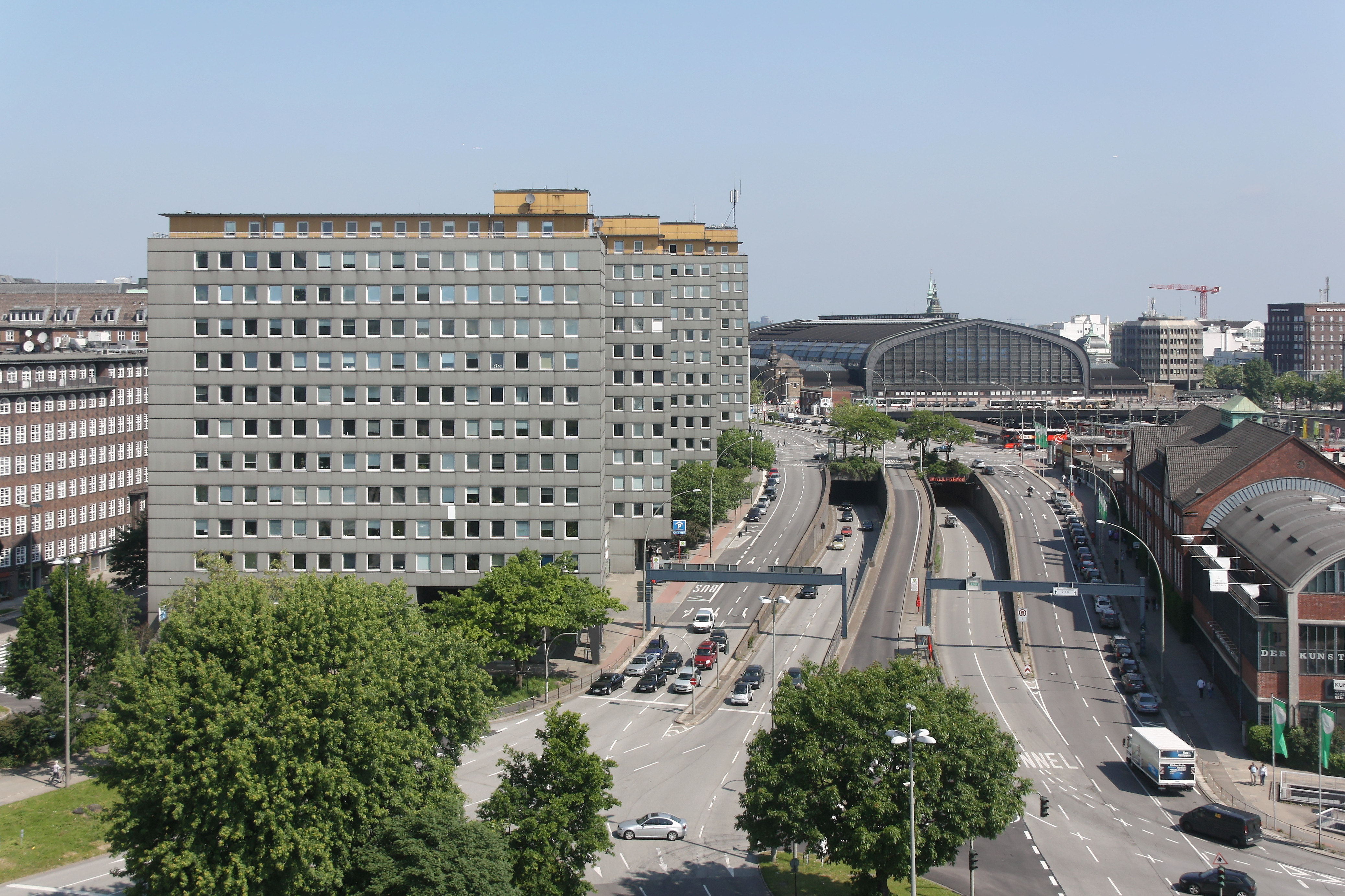
Südportal Wallringtunnel vor dem Umbau

### Deichtorplatz

Beschilderung am Deichtorplatz

Am Ostende der Straße treffen der Tunnel und die darüber verlaufenden Straßen auf den Deichtorplatz ⊙. Dieser stellt das östliche Ende des Rings dar. Hier trifft er wieder auf die B4, die an diesem Ort in westliche Richtung den Namen Willy-Brandt-Straße und in östliche Richtung den Namen Amsinckstraße trägt.